# 北海道道242号上庶路庶路停車場線
北海道道242号上庶路庶路停車場線（ほっかいどうどう242ごう かみしょろしょろていしゃじょうせん）は、北海道白糠郡白糠町内を結ぶ一般道道である。

## 概要

### 路線データ
- 起点：北海道白糠郡白糠町庶路基線
- 終点：北海道白糠郡白糠町庶路乙区（JR北海道 根室本線 庶路駅）
- 総延長：17.785 km
- 実延長：17.769 km
- 重用延長：0.016 km

### 道路管理者
- 釧路総合振興局 釧路建設管理部 事業課

## 歴史
- 1957年（昭和32年）3月30日 - 145号として路線認定[1]。
- 1994年（平成6年）10月1日 - 路線番号を242号に変更[2]。
- 2016年（平成28年）8月22日 - 台風11号による集中豪雨により庶路川の増水が発生、大規模な路盤崩落が発生し被害を受ける。

## 路線状況

### 重複区間
- 国道38号（白糠町西庶路東3条南1丁目 - 白糠町庶路乙区）

## 地理
庶路川上流を起点として、庶路川右岸を下る。

### 通過する自治体
- 釧路総合振興局
  - 白糠郡白糠町

### 交差する道路
白糠町
- 道東自動車道庶路IC - 庶路基線
- 国道38号 - 西庶路東3条南1丁目、庶路乙区（重複）